# My umírnění
My umírnění (italsky Noi moderati, zkratka NM) je italská centristická politická kandidátka, která pro parlamentní volby 2022 spojila umírněné strany z okruhu Středopravicové koalice. Jedná se o uskupení My s Itálií, Itálie ve středu, Coraggio Italia a Unie středu. V parlamentních volbách 2022 získala 0,9 % hlasů a 9 mandátů v italském parlamentu a její podpora v průzkumech se od té doby pohybuje kolem jednoho procenta.

## Členské strany
| Strana | Strana           | Ideologie                | Lídr           | Volby 2022 | Volby 2022 |
| Strana | Strana           | Ideologie                | Lídr           | Poslanci   | Senátoři   |
| ------ | ---------------- | ------------------------ | -------------- | ---------- | ---------- |
|        | My s Itálií      | Křesťanská demokracie    | Maurizio Lupi  | 3          | –          |
|        | Itálie ve středu | Centrismus               | Giovanni Toti  | 2          | –          |
|        | Unie středu      | Křesťanská demokracie    | Lorenzo Cesa   | 1          | 1          |
|        | Coraggio Italia  | Liberální konzervatismus | Luigi Brugnaro | 1          | 1          |

## Volební výsledky

### Poslanecká sněmovna
| Volby | Hlasy   | Hlasy | Mandáty | Mandáty | Pozice | Postavení |
| Volby | Počet   | %     | Počet   | ±       | Pozice | Postavení |
| ----- | ------- | ----- | ------- | ------- | ------ | --------- |
| 2022  | 255 714 | 0.9   | 7/400   | ▲3      | ▲12.   | Vláda     |

### Senát
| Volby | Hlasy   | Hlasy | Mandáty | Mandáty | Pozice |
| Volby | Počet   | %     | Počet   | ±       | Pozice |
| ----- | ------- | ----- | ------- | ------- | ------ |
| 2022  | 244 363 | 0,9   | 2/200   | ▬0      | ▲13.   |

### Regionální parlamenty
| Region    | Rok  | Hlasy  | %   | Mandáty | ±  |
| --------- | ---- | ------ | --- | ------- | -- |
| Lombardie | 2023 | 33 711 | 1.2 | 1/80    | ▬0 |
| Lazio     | 2023 | 17 398 | 1.1 | 0/51    | ▼1 |
| Molise    | 2023 | 10 582 | 7.5 | 2/21    | ▲1 |
| Abruzzo   | 2024 | 15 516 | 2.7 | 1/31    | ▲1 |